# 코닥

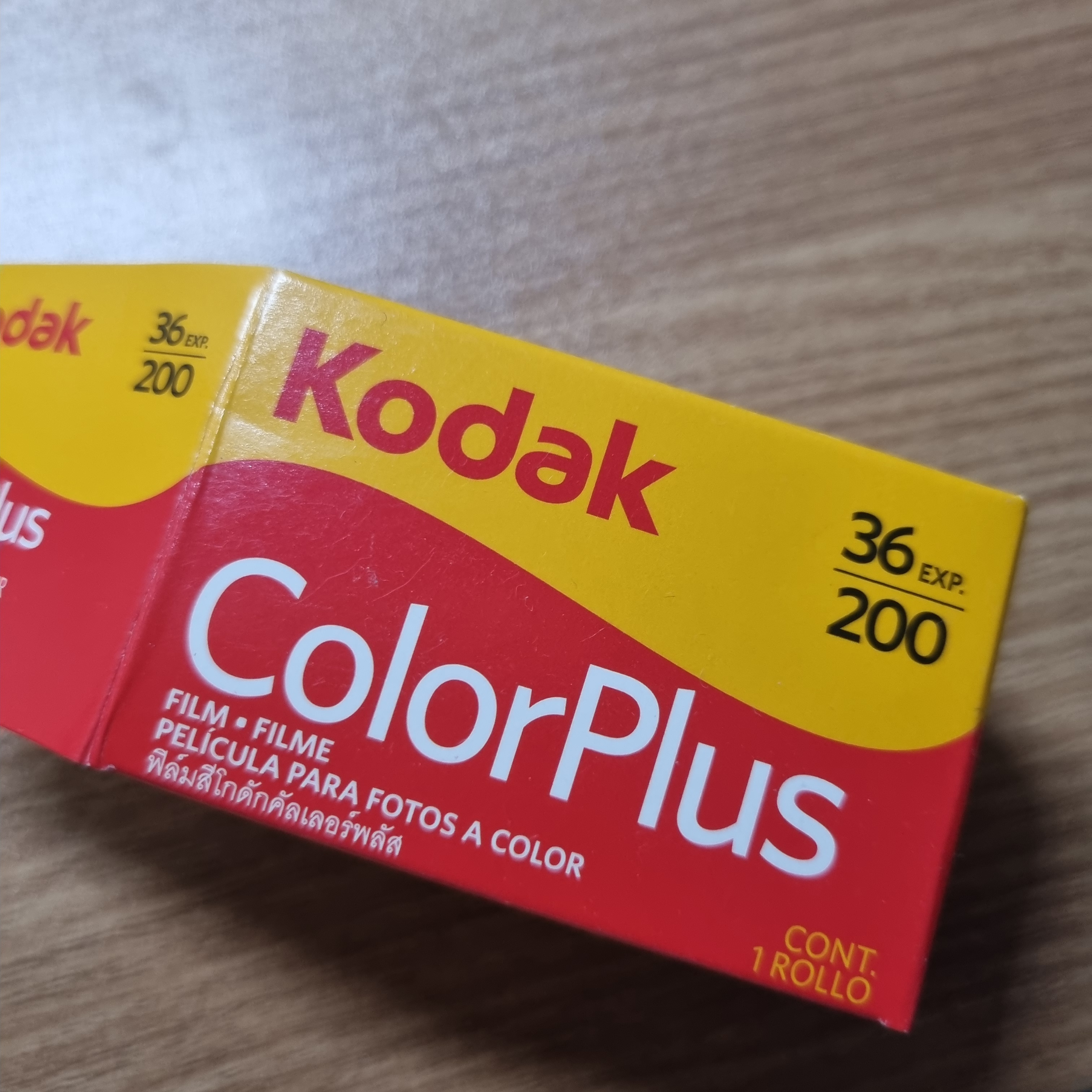
코닥에서 제조된 필름이다.

이스트만 코닥 컴퍼니(영어: Eastman Kodak Company)는 미국의 이미지 솔루션 관련 기업이다. 초창기부터 2011년까지는 카메라 및 필름의 제조사였다. 코닥은 2000년 이후 필름 사업부와 디지털 카메라 사업부를 제때 매각하지 않아 심각한 재정난을 겪게 되었고, 결국 2012년 1월 19일에 파산 보호 신청을 하였다. 이후 2013년 9월 4일에 필름 및 카메라 사업부를 매각함과 동시에 '인쇄의 기술적 지원, 전문가들을 위한 그래픽 커뮤니케이션 서비스' 기업으로 회생했다.
위에서 매각한 필름 사업부는 일반 사진용 필름(코닥 골드, 코닥 컬러플러스, 포트라, 엑타 등)이며, 현재도 영화용 필름(일반 영화용 필름과 아이맥스에 쓰이는 중형 영화용 필름, 슬라이드 영사기에 걸수 있는 컬러 필름)과 항공 정찰용 필름(Kodak Aerocolor IV 2460)등은 지금도 코닥에서 생산하고 있다.

## 역사

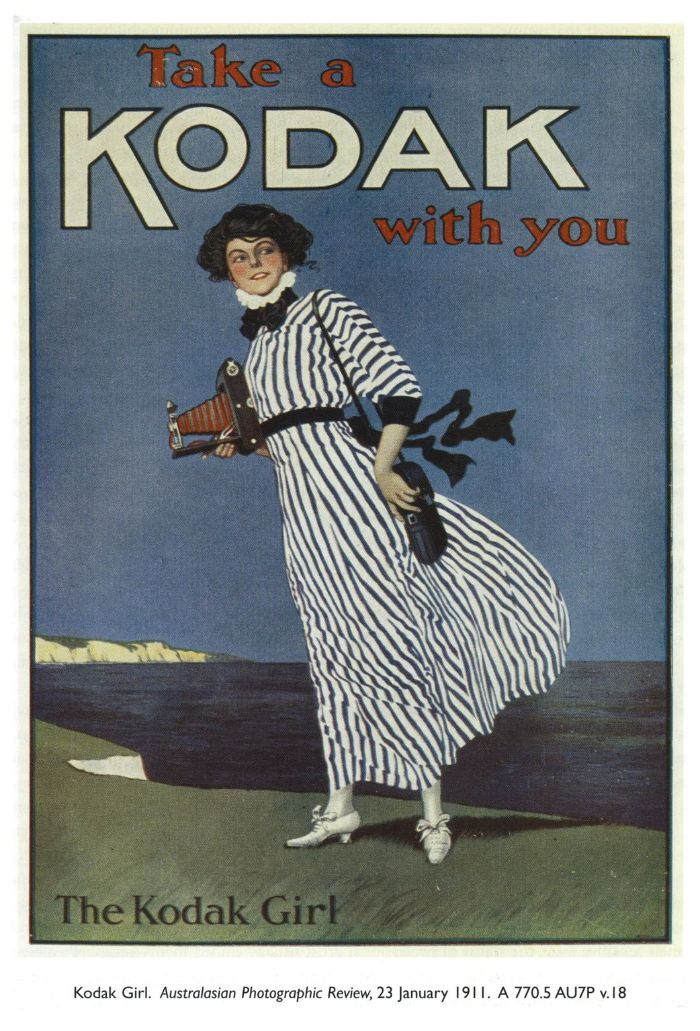
1911년 코닥에서 사용한 Mrs.kodak. 이 광고는 여성 및 중 장년층의 카메라 보급에 결정적으로 기여했다.

코닥(Kodak)은 1882년, 뉴욕 로체스터 은행 서기였던 조지 이스트만(George Eastman, 1854년 7월 12일 ~ 1932년 3월 14일)이 현대식 필름의 초기 형태를 만들어 내고, 1883년에는 세계 최초의 감광필름을 만들어내 이것을 양산화하는데 성공함으로써 본격적으로 시작되었다. 창업자인 조지 이스트만은 알파벳 'K' 가 소비자나 사용자 모두에게 강한 인상을 주고 있다는 믿음을 가지고 있어 알파벳 'K'를 앞뒤에 반복하여 사용하여 Kodak이라는 이름으로 사업을 시작했다.
코닥은 1888년부터 "당신은 찍기만 하세요, 나머지는 저희가 알아서 하겠습니다."(영어: You press the button, We do the rest)라는 광고 카피를 사용하여 카메라의 판매에 뛰어든다. 그러나 당시로써는 카메라가 대중화되지 않았기 때문에 코닥이 개발한 카메라와 필름은 일부 전문 사진사 계층에게만 호응을 얻었다. 그러나 당시 경영학에서는 '이벤트'로 그치던 광고라는 것에 세계 최초로 지속적인 투자 및 광고를 결정함으로써 잠재 시장을 빠르게 넓혀갔다. 또한 당시에는 파격적인 의상인 파란 줄무늬 원피스를 입은 'Mrs. Kodak'이라는 캐릭터를 광고에 기용해 사진이 전문가의 전유물이 아니라는 이미지를 심어주고, 결과적으로 급속도로 대중에게 사진과 카메라를 전파하게 되어 필름 시대의 황금기를 개척하게 된다.
1910년대부터 필름을 코닥이라고 부를 정도로 필름의 대명사가 될 만큼 회사는 급성장했지만, 하지만 이러한 영광을 뒤로 한 채 조지 이스트만은 1932년 "친구들이여, 나의 일은 모두 끝났다. 무엇을 더 바라겠는가?(영어: To my friends: my work is done. Why wait?)" 라는 유언을 남기고 77세를 일기로 자살한다. 그러나 코닥은 1930년대 후반, 코다크롬 등 현대적인 필름을 개발함으로써 또 다시 시장을 개척하는데 성공하는 등의 발전을 이룬다.
1950년대에 카메라 시장이, 카메라 바디, 렌즈, 필름으로 세분화되어감에 따라 독일의 칼 자이스, 라이카와 일본의 니콘, 캐논, 펜탁스 등이 등장하게 되면서 입지가 줄어들기 시작했다. 하지만 코닥은 필름 사업에서 고정적인 수입을 올리고 있었기 때문에 이러한 분위기에도 흔들리지 않을 수 있었다. 결과적으로 필름 시대가 끝나가는 1990년대 이르렀을 때에는 매년 1억대가 넘는 일회용 카메라를 판매하고, 각종 특허와 디지털 기기를 개발하는데 성공하는 등 대내외적으로도 큰 성장을 이뤄냈고, 미국 25대 기업에 이름을 올리게 된다.

### 디지털 카메라에 대한 대처
1975년 코닥의 전자 사업부 엔지니어였던 스티브 세손(Steve J. Sasson, 1950년 7월 4일~)은 세계 최초로 디지털 카메라(CCD)를 만들어냈다. 그러나 코닥은 이 디지털 카메라가 향후 아날로그 필름 시장 전체를 바꿔놓을 것이라고 결론내리고, 이것에 대한 상용화를 중지시켰으며, 필름 시장의 붕괴를 우려해 간간히 디지털 카메라의 시험작 만을 출시하며 디지털 카메라의 출현을 억지로 늦추려고 시도했다.
이러한 억제 전략은 20여년 간 이어졌지만, 1998년, 디지털 카메라의 대중성을 예측한 일본 카메라 기업들이 보급형 디지털 카메라를 출시하기 시작하면서 필름 카메라는 급속도로 사장되기 시작했고, 이러한 시장 역전에 코닥의 입지와 수익성은 극단적으로 줄어들기 시작했다.
수익성이 악화된 코닥은 끝내 2012년 1월 19일에 끝내 Chapter 11, Title 11, United States Code에 의한 파산보호 신청을 하게 된다. 이후 코닥은 연방 정부에서 US $844만 지원받았으며, Chapter 11에 따라 인쇄의 기술적 지원, 전문가들을 위한 그래픽 커뮤니케이션 서비스 분야만을 남겨두게 되었고, 카메라 사업부는 Kodak 라이선스와 함께 JK 이메이징(JK Imaging)으로 매각되었으며, 필름 사업부는 상업 영화 필름 만을 남겨두고 나머지는 전부 매각했다. 이에 미 정부는 코닥의 수익성이 성공적으로 재고됨을 인정 해 2013년 9월 4일 파산보호에서 벗어나게 되었다.

## 같이 보기
- 코닥 이지셰어
- 코닥 극장
- 아그파 게바트
- 후지필름